# Вислох
Вислох (нем. Wiesloch, пфальц. Wissloch) — город в Германии, в земле Баден-Вюртемберг.
Подчинён административному округу Гейдельберг. Входит в состав района Рейн-Неккар. Население составляет 26 034 человека (на 31 декабря 2010 года). Занимает площадь 30,26 км². Официальный код — 08 2 26 098.
Город подразделяется на четыре городских района.

## Города-побратимы
- Фонтене-о-Роз (Франция, с 1974)

## Фотографии

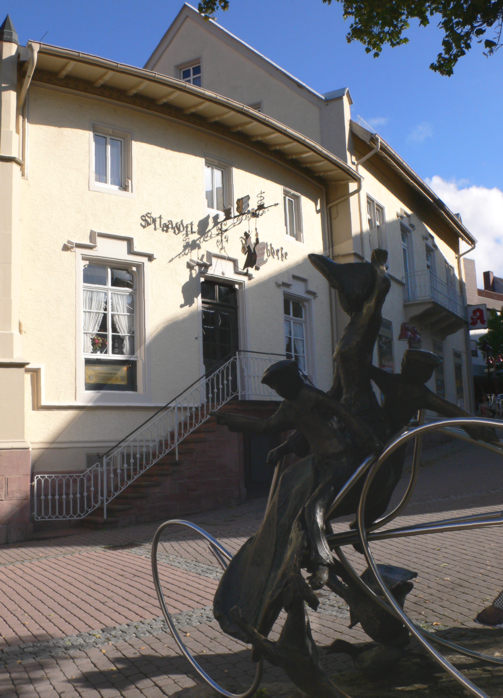
Памятник
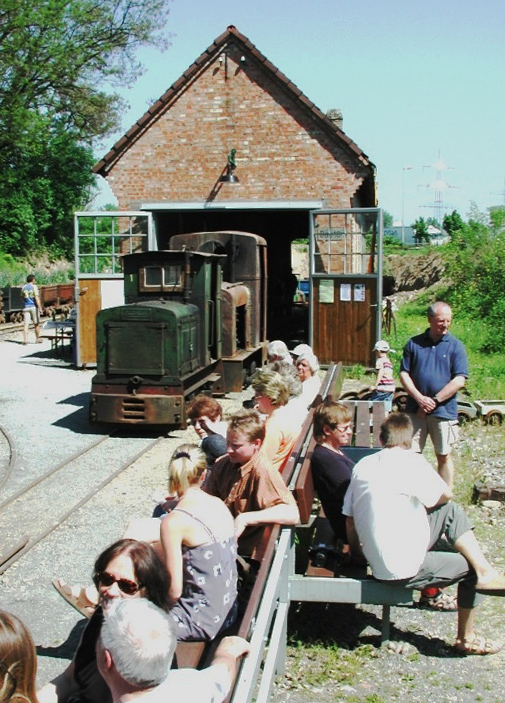
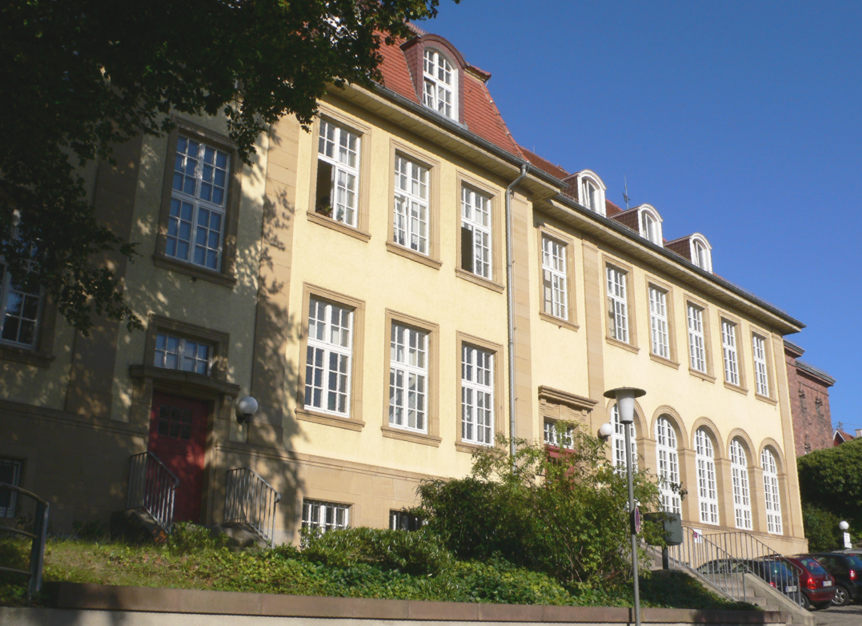